# Alchemilla viridifolia
Alchemilla viridifolia är en rosväxtart som beskrevs av Snarskis. Alchemilla viridifolia ingår i släktet daggkåpor, och familjen rosväxter. Inga underarter finns listade i Catalogue of Life.